# Uno Palu
Uno Palu (* 8. Februar 1933 in Sindi, Estland; † 15. Januar 2024) war ein sowjetischer Leichtathlet estnischer Herkunft.

## Sportliche Karriere
1953 gewann Palu den estnischen Meistertitel im Hochsprung, spezialisierte sich jedoch kurze Zeit danach auf den Zehnkampf. Zwei Jahre später gewann er in dieser Disziplin die estnische Meisterschaft. Diesen Erfolg konnte er im Laufe seiner Karriere bis 1964 noch weitere fünf Mal wiederholen. Bei der sowjetischen Meisterschaft gewann er in diesem Jahr die Silbermedaille. 1956 qualifizierte er sich mit einem dritten Platz für die Olympischen Sommerspiele 1956 in Melbourne. Trotz Bestleistungen im Kugelstoßen, Speerwurf und Hochsprung musste er sich mit dem vierten Platz begnügen. 1958 gewann er den sowjetischen Meistertitel im Zehnkampf und belegte den fünften Platz in der Jahresbestenliste. Bei den Europameisterschaften in Stockholm erkämpfte er die Silbermedaille hinter Wassili Kusnezow. 1960 gewann er nochmals die Bronzemedaille bei der sowjetischen Meisterschaft und verbesserte den estnischen Rekord auf 7598 Punkte.
Während seiner Karriere steigerte er nicht nur mehrfach den estnischen Rekord im Zehnkampf, sondern stellte auch Bestmarken im 110-Meter-Hürdenlauf, 200-Meter-Hürdenlauf, und 400-Meter-Hürdenlauf auf. Von 1955 bis 1958 gewann er vier Mal in Folge den estnischen Meistertitel im 110-Meter-Hürdenlauf. 1957 gewann er auch den 200-Meter-Hürdenlauf.

## Persönliche Bestleistungen
- Zehnkampf: 7598 Punkte (18. Juli 1960, Moskau)
- 110-Meter-Hürdenlauf: 14,6 Sekunden, (30. September 1958, Leningrad)
- 200-Meter-Hürdenlauf: 24,1 Sekunden (30. September 1958, Vilnius)
- 400-Meter-Hürdenlauf: 53,4 Sekunden (21. Juni 1954, Lappeenranta)
- 100-Meter-Lauf: 11,0 Sekunden (1958)
- 400-Meter-Lauf: 49,3 Sekunden (1958)
- 1500-Meter-Lauf: 4 Minuten 15,8 Sekunden (1961)
- Speerwurf: 68,76 Meter (1960)
- Kugelstoßen: 13,71 Meter (1960)
- Diskuswurf: 45,21 Meter (1958)
- Hochsprung: 1,92 Meter (1960)
- Stabhochsprung: 3,80 Meter (1959)
- Weitsprung: 7,08 Meter (1960)

## Auszeichnungen
- Estnischer Sportler des Jahres 1956, 1958
- Orden des Estnischen Roten Kreuzes 5. Kategorie (2001)[8]